# Семейство Сатурдей
«Семейство Сатурдей» (англ. The Secret Saturdays) — рисованный американский мультсериал, производился компаниями Cartoon Network и PorchLight Entertainment. Создателем сериала является Jay Stephens — знаменитый канадский мультипликатор. Он создал популярный мультсериал Тутенштейн.
По всему миру мультсериал The Secret Saturdays вышел 3 октября 2008 году, а в России транслировался с весны 2009 года под названием Тайные Приключения Семейства Сатурдей. Мультсериал повторно транслировался на канале Boomerang с 5 декабря 2011 года по 1 июня 2014 год.

## Сюжет
Зак Сатурдей, и его родители, Док и Дрю, — отважная семейка ученых, посвятившая свою жизнь охоте за мистическими существами — криптидами. Это и Лохнесское чудовище, и кровожадный чупакабра, и снежный человек, и человек-мотылек, и ужасная Медуза Горгона, и огнедышащий дракон. Обычные сказки, прочитанные детям на ночь, оборачиваются для Сатурдеев настоящей реальностью, полной опасностей и приключений. Путешествуя по всему миру, заброшенным городам, исследуя древние храмы, залезая в бездонные пещеры и опускаясь в самую глубоководную впадину мирового океана, они всюду находят злодеев и бесстрашно сражаются с ними. Более миллиона загадочных приключений переживут в этом мультсериале Док, Дрю и Зак Сатурдей.
Всё семейство Сатурдей живёт на секретной базе, они являются частью тайной организации ученых, известных как «Тайные ученые», которые защищают человечество от скрытых и ужасающих вещей в мире. Основным врагом семейства Сатурдей является В. В. Аргост (Аргост ведет своё телешоу мир Веирд). Ван Рук — самый опасный наёмник и враг семейства Сатурдей. Его часто нанимает В. В. Аргост.

Это первый постер мультсериала Семейство Сатурдей представленный на CN Upfront 2007. Слева направо: Doyle, Zon, Fiskerton, Zak, Doc, Drew, и Komodo.

## Персонажи
- Док Сатурдей (Соломон Сатурдей)
- Дрю Сатурдей
- Зак Сатурдей
- Фиск (Фискертон Сатурдей)
- Комодо
- Зон
- Дойл Блэкуэлл
- Винсент Владислав Аргост
- Леонидас Ван Рук
- Муня

## Другое
Семейство Сатурдей появилось в кроссовере в мультсериале Бен-10: Омниверс, в 4 сезоне 1 эпизоде T.G.I.S., намекая на то, что этот мультсериал и Бен 10 находятся в одной и той же вселенной. Сатурдеем и Бену пришлось объединиться, чтобы остановить Доктора Энимо, который воскресил давнего умершего главного врага Сатурдеев — В. В. Аргоста. С последней серии Сатурдеев до этой серии прошло 3 года.
Хотя отсылки на Бена 10 у Сатурдеев тоже были. В 1 сезоне 7 серии было краткое камео Инока — главаря Вечных Рыцарей, одного из врагов Бена.
Про мультсериал была создана игра под названием The Secret Saturdays: Beasts of the 5th Sun. Игра вышла 20 октября 2009 года на приставки Nintendo DS, PlayStation 2, PlayStation Portable и Nintendo Wii.
Семейство Сатурдей так же появлялись в закрытой онлайн-игре Cartoon Network Universe: FussionFall. Игра вышла 14 января 2009 года. Закрылась 29 августа 2013 года.
Про Семейство Сатурдей выходили комиксы в рамках комиксов Cartoon Network Action Pack, публикуемое DC Comics.